# عبد الإله الحناحنة
عبد الإله يوسف الحناحنة (1 يناير 1984 -) لاعب كرة قدم أردني سابق، بدأ اللعب في صفوف نادي الفيصلي الأردني، وفي آخر سنوات مسيرته تنقّل بين عدّة أندية أردنية كان آخرها في مركز الدفاع مع نادي اليرموك، أغسطس 2017 وحتى نهاية 2018.